# San Miguel de Khari
San Miguel de Khari ist eine Ortschaft im Departamento Potosí im Hochland des südamerikanischen Andenstaates Bolivien.

## Lage im Nahraum
San Miguel de Khari liegt in der Provinz Chayanta und ist zentraler Ort im Cantón San Miguel de Khari im Municipio Pocoata. Die Ortschaft liegt auf einer Höhe von 3808 m im mittleren Abschnitt des Río Laca, der zwei Kilometer flussabwärts in den Río Viriria mündet, und weiter über den Río Tres Mojones, den Río Chayanta und den Río San Pedro zum bolivianischen Río Grande führt. San Miguel de Khari als Subkanton besteht aus fünfzehn Ortsteilen: Cayne Pampa (83 Einw.), Chajpi (66), Qota (36), Laca Laca (3), Lupiquina (14), San Miguel de Khari (193), Pirquiña (14), Toracachi (27), Ventilla (5), Huaylloma (46), Khari (194), Suarani (93), Alto Khari (79), Wilaqoro (8), Casabado (8).

## Geographie
San Miguel de Khari liegt am Übergang des Hochlandes von Oruro in das Gebirge von Potosí. Die Region ist im Norden und Westen von Hochgebirgszügen der Cordillera Central begrenzt. Die Vegetation ist die der Puna, das Klima ein typisches Tageszeitenklima, bei dem die täglichen Temperaturschwankungen größer sind als die monatlichen Schwankungen.
Die mittlere Jahresdurchschnittstemperatur liegt bei 9 °C, die Monatsdurchschnittswerte schwanken zwischen knapp 5 °C im Juni/Juli und 11 °C von November bis März (siehe Klimadiagramm Uncía). Der Jahresniederschlag beträgt 370 mm und fällt vor allem in den Sommermonaten, die aride Zeit mit Monatswerten von maximal 10 mm dauert von April bis Oktober.

## Verkehrsnetz
San Miguel de Khari liegt in einer Entfernung von 183 Straßenkilometern nordwestlich von Potosí, der Hauptstadt des gleichnamigen Departamentos.
Von Potosí aus führt die Nationalstraße Ruta 1 in nördlicher Richtung über Tarapaya, Yocalla und Cruce Culta weiter nach Oruro und El Alto, der Nachbarstadt von La Paz, und nach Desaguadero am Titicacasee.
In Cruce Culta (früher: Ventilla) zweigt der „Camino Ventilla-Macha“ von der Hauptstraße in nördlicher Richtung ab und erreicht nach 38 Kilometern die Ruta 6 nahe der Ortschaft Macha. Vom Abzweig bei Macha sind es noch einmal 17 Kilometer in nordwestlicher Richtung bis Pocoata. Elf Kilometer westlich von Pocoata erreicht man die Ortschaft Chacafuco, und von dort aus zweigt von der Ruta 6 eine Nebenstraße nach Norden in das acht Kilometer entfernte San Miguel de Khari ab.

## Bevölkerung
Die Einwohnerzahl des Subkantons ist in dem Jahrzehnt zwischen den beiden letzten Volkszählungen in geringem Maße zurückgegangen:
| Jahr | Einwohner         | Quelle       |
| ---- | ----------------- | ------------ |
| 1992 | keine Detaildaten | Volkszählung |
| 2001 | 901               | Volkszählung |
| 2012 | 869               | Volkszählung |
| 2024 |                   | Volkszählung |

Die Region weist einen deutlichen Anteil an Quechua-Bevölkerung auf, im Municipio Pocoata sprechen 81 Prozent der Bevölkerung Quechua.